# Achard de Bonvouloir
Achard de Bonvouloir is een oud-adellijk Frans geslacht.

## Geschiedenis

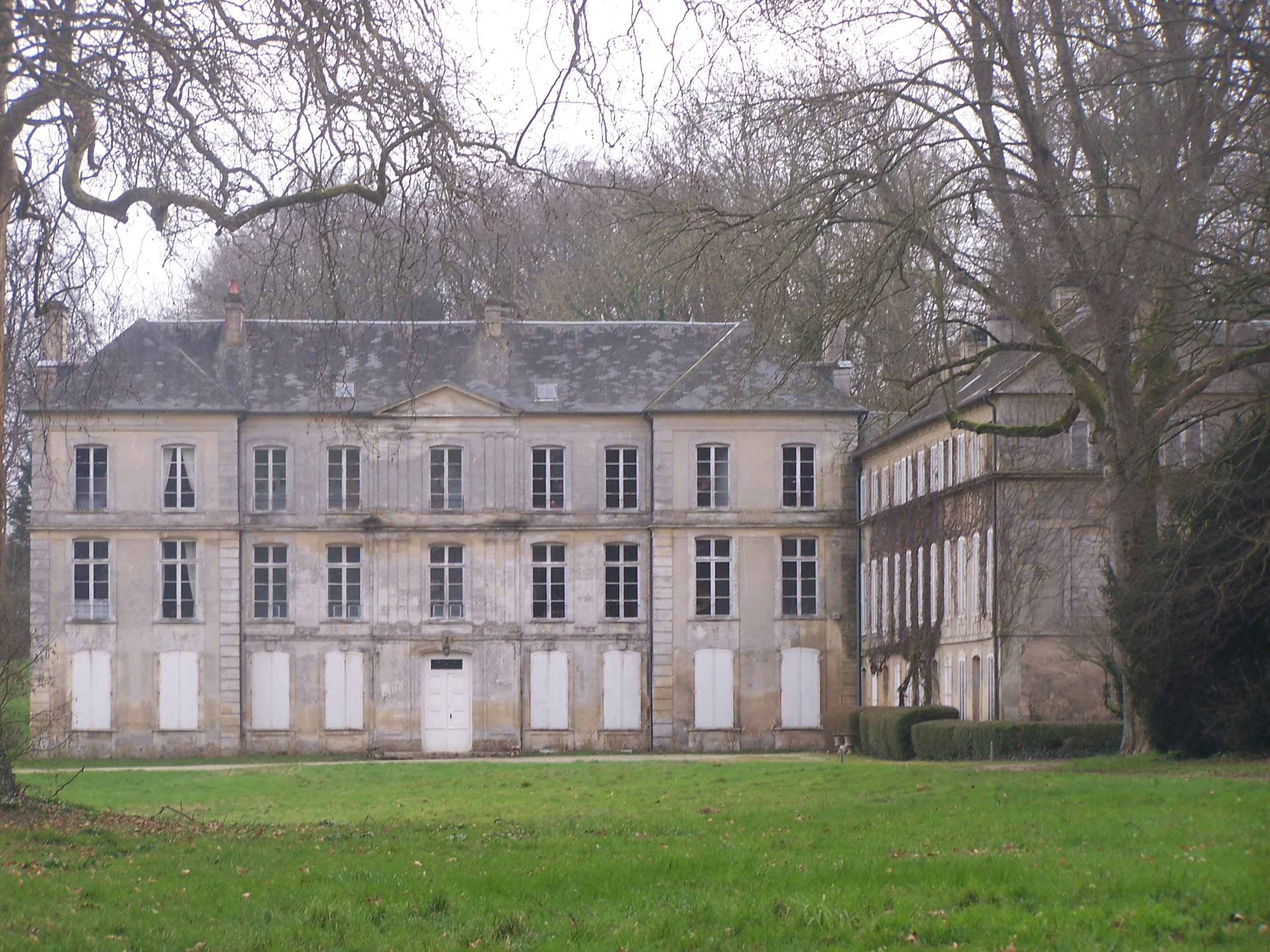
Kasteel van Amblie

De familie Achard de Bonvouloir is afkomstig uit Normandië en heeft een bewezen stamreeks die teruggaat tot 1365. Adel werd bevestigd in 1666. Hofeer werd verleend maar bleef door de revolutie zonder gevolg.
Het geslacht werd ingeschreven bij de ANF onder nummer 1370. In 2007 leefden er nog twee mannelijke afstammelingen. In 1992 woonde het hoofd van het geslacht, graaf Achard de Bonvouloir, op het kasteel van Amblie in Amblie.
Er is mogelijk een verband met de familie Achard de La Vente/Achard de Leluardière die onder hetzelfde nummer staat ingeschreven bij de ANF.